# Steven Weinberg
Steven Weinberg   (Nova York, 3 de maig de 1933 - Austin, 23 de juliol de 2021) va ser un físic i professor universitari estatunidenc guardonat amb el Premi Nobel de Física l'any 1979.

## Biografia
Va néixer el 3 de maig de 1933 a la ciutat nord-americana de Nova York. Va estudiar al Bronx High School of Science, on conegué Sheldon Lee Glashow, i es llicencià en física l'any 1954 a la Universitat Cornell. L'any 1957 aconseguí el doctorat a la Universitat de Princeton.

## Recerca científica
Inicià la seva col·laboració amb Sheldon Lee Glashow i Abdus Salam al voltant de la interacció electrofeble, demostrant com l'electromagnetisme i la força nuclear feble sota certes condicions són una sola i única interacció. Gràcies a aquests treballs es va poder comprovar com aquesta teoria era aplicable a totes les partícules i no tan sols als leptons.
El 1979 Weinberg, juntament amb Sheldon Glasow i Abdus Salam, foren guardonats amb el Premi Nobel de Física "pels seus treballs sobre la Interacció electrofeble".